# Andy Pelmard
Andy Joseph Pelmard (Nizza, 2000. március 12. –) francia korosztályos válogatott labdarúgó, a spanyol Las Palmas hátvédje kölcsönben a Clermont csapatától.

## Pályafutása

### Klubcsapatokban
Andy Pelmard Nizza városában született. Az ifjúsági pályafutását helyi kluboknál kezdte, 2007-ben mutatkozott be a ASBTP junior csapatában, majd 2011-ben az ESS Nicehoz került, ezután került az Nice együtteséhez. 
2019-ben mutatkozott be a Nice felnőtt csapatában. Először a 2019. február 23-ai, Amiens elleni mérkőzésen lépett pályára. A 2021–2022-es szezonban kölcsönjátékosként a svájci Baselhez került. 2022. február 4-én a Basel élt a kölcsönszerződésében szereplő vételi opcióval, és három és fél évre szerződtette. 2023. július 12-én négyéves szerződést kötött a Clermont csapatával. 2024. augusztus 14-én az olasz Lecce kölcsönben szerződtette. Decemberben megbírságolták és felfüggesztették a vezetői engedélyét, mert rossz irányba vezetett a városban, és a klub karácsonyi vacsoráját követően pozitív alkoholtesztet produkált. A klub elítélte tettét, további fegyelmi intézkedések mellett kizárta az első csapatból. 2025 januárjában távozott az olasz klubtól és a spanyol Las Palmashoz került kölcsönbe, vételi opcióval.

### A válogatottban
Pelmard az U17-es válogatottal képviseltette Franciaországot a U17-es Európa-bajnokságban és a U17-es világbajnokságon is.
2019-ben debütált a francia U21-es válogatottban, ahol először a 2019. november 15-ei, Grúzia elleni EB-selejtezőn lépett pályára.

## Statisztika
2022. szeptember 18. szerint.
| Klub               | Szezon   | Bajnokság          | Bajnokság | Bajnokság | Kupa  | Kupa  | Nemzetközi | Nemzetközi | Összesen | Összesen |
| Klub               | Szezon   | Bajnokság          | Mérk.     | Gólok     | Mérk. | Gólok | Mérk.      | Gólok      | Mérk.    | Gólok    |
| ------------------ | -------- | ------------------ | --------- | --------- | ----- | ----- | ---------- | ---------- | -------- | -------- |
| Nice               | 2018–19  | Ligue 1            | 4         | 0         | 0     | 0     | 0          | 0          | 4        | 0        |
| Nice               | 2019–20  | Ligue 1            | 10        | 0         | 1     | 0     | 0          | 0          | 11       | 0        |
| Nice               | 2020–21  | Ligue 1            | 19        | 0         | 1     | 0     | 4          | 0          | 24       | 0        |
| Nice               | Összesen | Összesen           | 33        | 0         | 2     | 0     | 4          | 0          | 39       | 0        |
| Basel (kölcsönben) | 2021–22  | Swiss Super League | 33        | 0         | 1     | 0     | 13         | 0          | 47       | 0        |
| Basel              | 2022–23  | Swiss Super League | 7         | 0         | 1     | 0     | 7          | 0          | 15       | 0        |
| Basel              | Összesen | Összesen           | 40        | 0         | 2     | 0     | 20         | 0          | 62       | 0        |
| Összesen           | Összesen | Összesen           | 73        | 0         | 4     | 0     | 24         | 0          | 101      | 0        |